# 21553 Моншікур
21553 Моншікур (21553 Monchicourt) — астероїд головного поясу, відкритий 26 серпня 1998 року.
Тіссеранів параметр щодо Юпітера — 3,626.